# Dioscorea strydomiana
Espèce
Classification APG III (2009)
Statut de conservation UICN

 CR B1ab(v)+2ab(v); C1 : 
En danger critique
Dioscorea strydomiana est une espèce de plantes du genre Dioscorea et de la famille des Dioscoreaceae. Elle est endémique de la région du poste-frontière d'Oshoek (frontière entre l'Afrique du Sud et le Swaziland) dans la province sud-africaine de Mpumalanga. En danger critique d'extinction, elle fait partie de la liste des 100 espèces les plus menacées au monde établie par l'UICN en 2012.

## Description
Dioscorea strydomiana est une igname d'Afrique du Sud en danger d'extinction puisqu'elle est menacée par la cueillette excessive du fait de ses supposées vertus anticancéreuses. C'est un arbuste doté d'un tubercule qui peut atteindre 1 mètre de hauteur et de diamètre. La plante en elle-même peut atteindre 1,5 mètre de haut.
Elle est surexploitée par des collecteurs de plantes médicinales qui enlèvent certaines parties des tubercules.

## Géographie
On retrouve cette espèce à Mpumalanga en Afrique du Sud. Elle a été observée dans une forêt d'acacia à environ 1000 - 1150 mètres d'altitude.